# Lago de asfalto de Guanoco
El lago de Guanoco es el lago de asfalto más grande del mundo. Conocido también como Lago Bermúdez, se localiza en Venezuela, al sureste del estado de Sucre, en el Municipio Benítez, en la parroquia Unión, a 65 kilómetros al noreste de la ciudad de Maturín, en el estado de Monagas.
El lago de asfalto de Guanoco es uno de los cinco más grandes naturales de asfalto del mundo, siendo los otros La Brea en Trinidad y Tobago, Rancho La Brea (Los Ángeles), McKittrick Tar Pits (McKittrick) y Carpinteria Tar Pits (Carpintería), todos ubicados en el estado de California,  Estados Unidos.

## Geografía

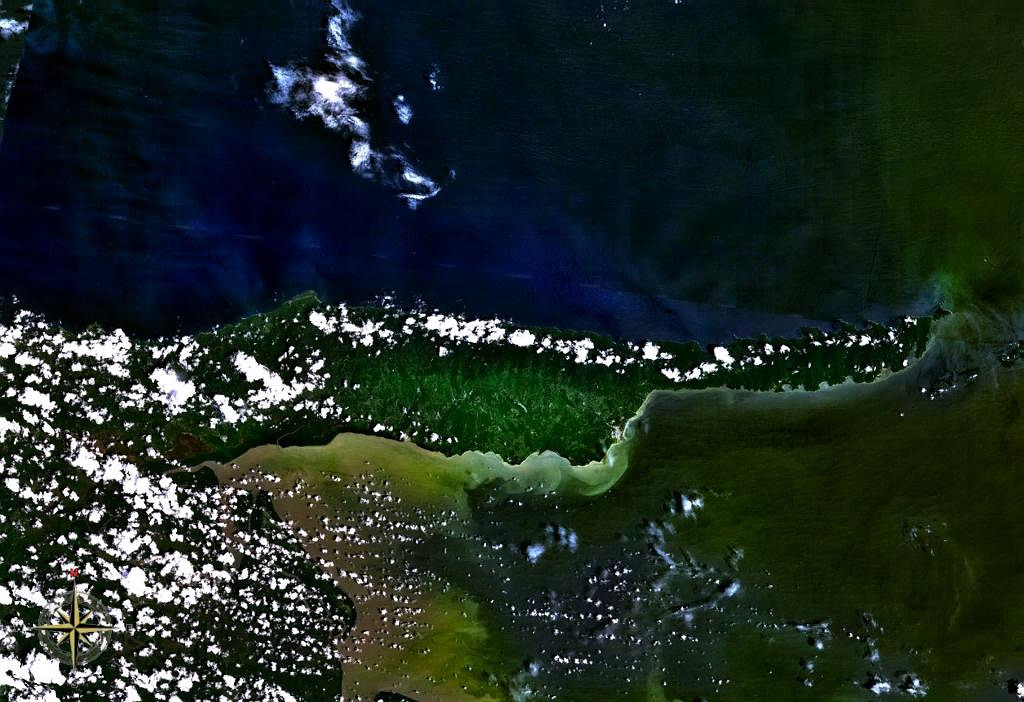
Península Paria vista desde el espacio

El Lago de Asfalto de Guanoco es, como su nombre indica, una notable extensión superficial de asfalto ubicada en Venezuela, sector sureste del estado Sucre, Municipio Benítez, a 65 km al Noreste de la ciudad de Maturín, estado Monagas.
Según la tradición local, Guanoco fue un indio warao que en tiempos remotos cruzó el caño, se internó en la selva y regresó con los pies manchados contando que había pisado un líquido pegajoso, oscuro y maloliente que brotaba de la tierra y se extendía hasta perderse de vista.
Este lago de asfalto tiene una superficie de alrededor de 420 hectáreas (4 millones doscientos mil metros cuadrados, o 4,2 kilómetros cuadrados) y presenta una profundidad que varía de 1,5 a 2 metros. Como el asfalto se origina en el subsuelo es de presumir que existen profundidades mucho mayores. No se conocen estudios batimétricos detallados de dominio público. El volumen de reservas indicado por el Instituto Venezolano del Asfalto (INVEAS) es de unos de 75 millones de barriles. El lago Guanoco resulta entonces, entre los lagos de asfalto, el de mayor superficie y de mayores reservas del planeta. Desde 1885 y hasta 1934 su asfalto se extraía y se exportaba básicamente a los Estados Unidos y al Brasil. Aparentemente el asfalto obtenido como subproducto de la refinación del petróleo lo desplazó comercialmente. Se requieren estudios que aclaren si la extracción de asfalto de Guanoco es, con las técnicas actuales, ecológicamente aceptable; y si resulta económicamente favorable en las condiciones presentes del mercado.
Es notable que, seguramente con origen geológico común o próximo, existe en Trinidad (a unos 150 km de distancia directamente al este de Guanoco) el Lago de Asfalto La Brea. Tiene unas 47 hectáreas de superficie, profundidad reportada en algunos puntos de 75 metros y reservas de 40 millones de barriles; de estos se extraen y comercializan anualmente unos 100,000 barriles.
En lagos de asfalto del sur de California, EUA, como Rancho La Brea, se han encontrado numerosos esqueletos perfectamente conservados de tigres dientes de sable, mamut y muchas otras criaturas prehistóricas de tamaño considerable que murieron atrapadas en el pegajoso material. No existen aún reportes de hallazgos de esqueletos de grandes animales prehistóricos en Guanoco.
Otra característica del Lago de Asfalto de Guanoco es su cubierta parcial de vegetación, como la tienen otros lagos de asfalto localizados en los trópicos
El Lago de Asfalto de Guanoco es adyacente al Parque nacional Turuépano y tiene potencial como atracción de turismo ecológico, pero hasta la fecha el área carece de infraestructura. Los escasos visitantes realizan un turismo de aventura por iniciativa propia.

### Vegetación y ecología

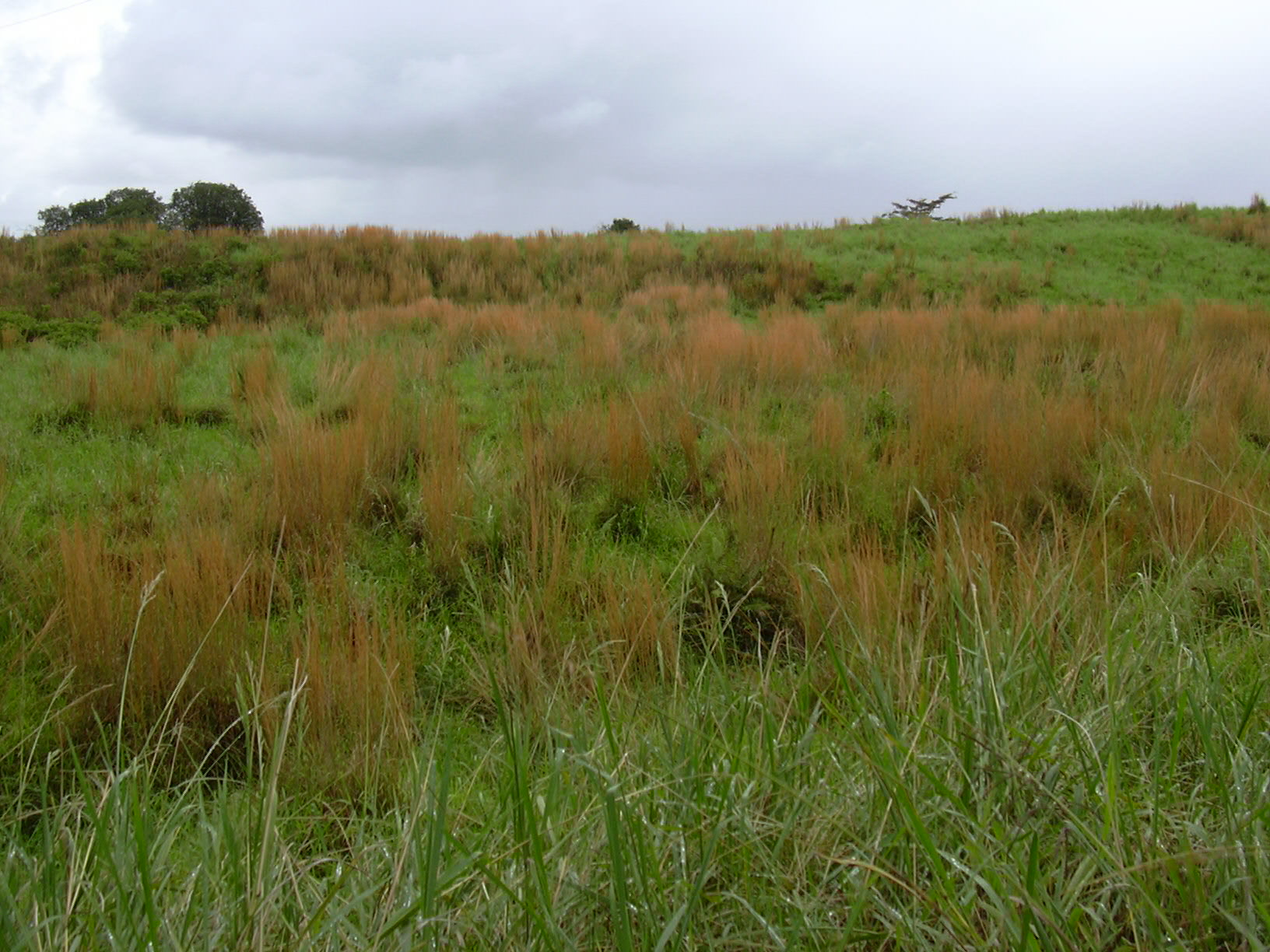
Andropogon

Sobre el lago de asfalto la existencia de nutrientes es muy limitada porque el escaso sustrato que existe es asfalto casi puro el cual contiene 83% de carbono, 11% de hidrógeno y 6% de azufre. Adicionalmente esta masa asfáltica en horas del mediodía se calienta hasta temperaturas de 70 °C
El desarrollo de vegetación es posible gracias a los caminos o puentes que construyen los comejenes o termitas para desplazarse sobre el asfalto, y la descomposición de los nidos de estos, creando áreas que eventualmente serán colonizadas por líquenes (Cladonia furfuracea) y posteriormente por los musgos (Campylopus arctocarpus y Sphagnum acutifolium). Estas plantas con el tiempo crean sustrato que posteriormente será colonizado por angiospermas: Cyperus polytachius, Andropogon bicornis, Panicum parvifolium, Funastrum cumanense, Rhynanthera acuminata y orquídeas Epidendrum ibaguense. Finalmente llegan las especies del género Clusia que forman pequeñas islas de vegetación arbustiva

## Geología

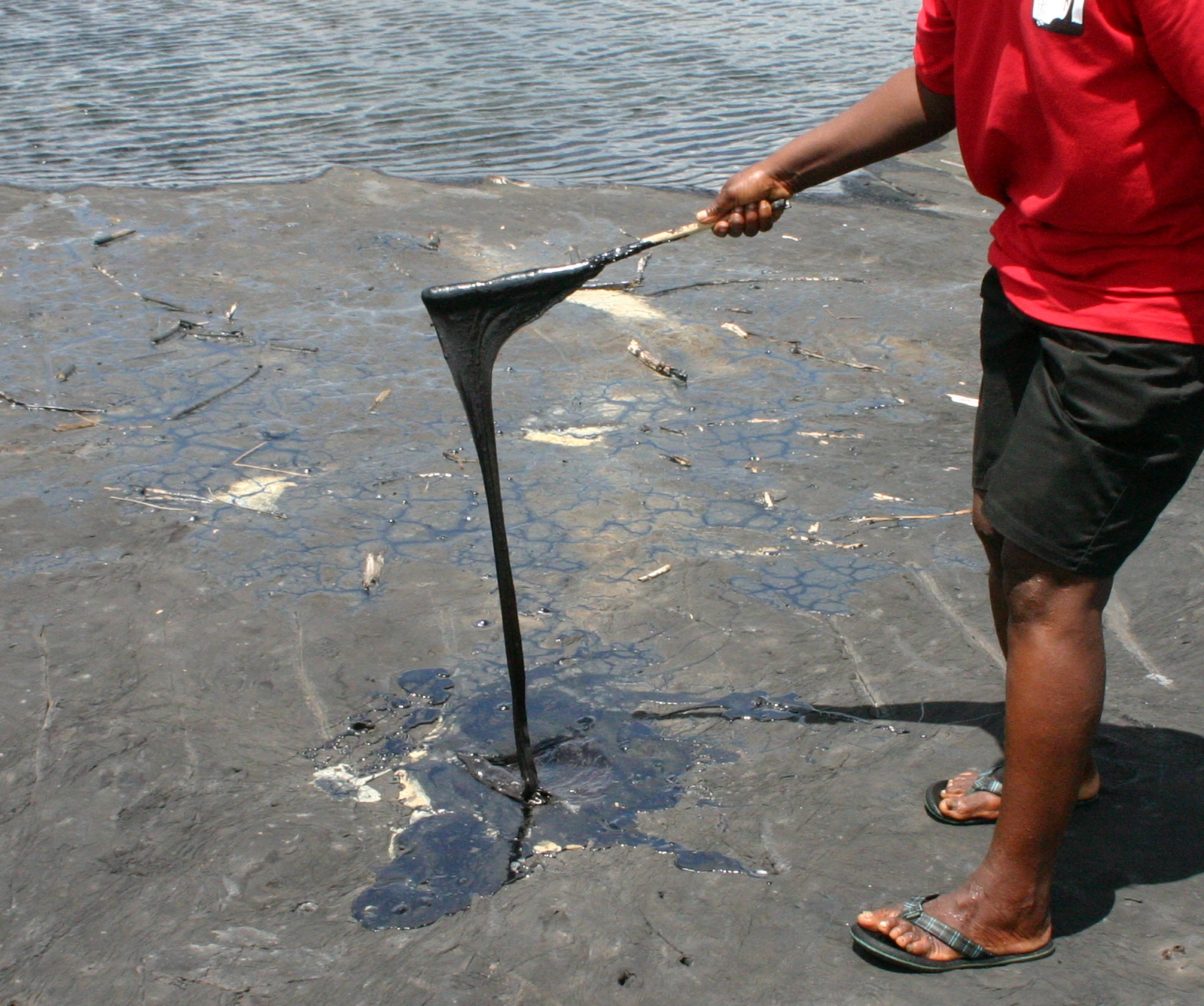
Lago de la Brea, Trinidad

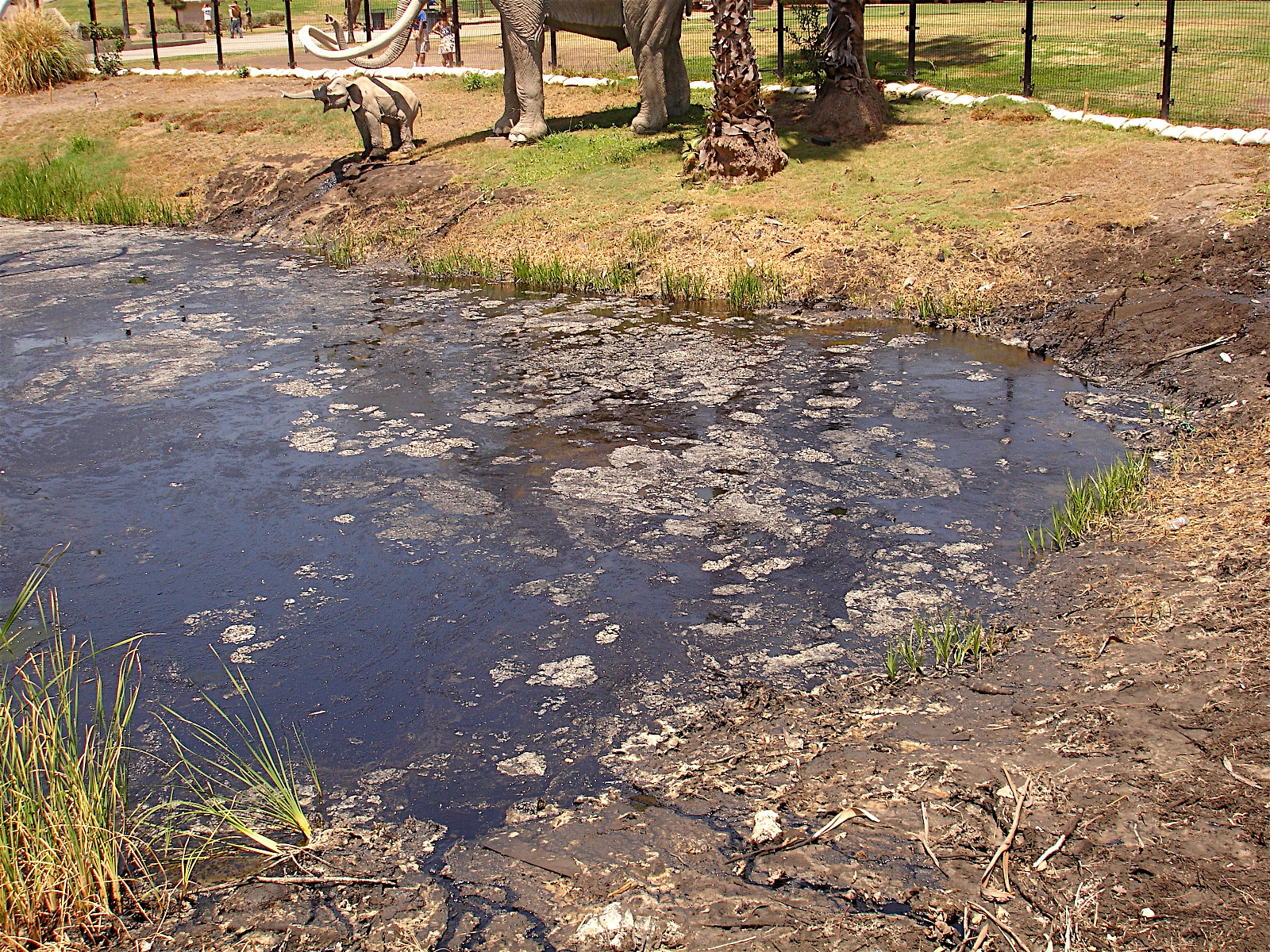
Acceso al pozo principal del Rancho La Brea, California

Todos los lagos de asfalto presentan un origen común. Probablemente se formaron durante el Pleistoceno,  por lo que comparten característica geológicas similares.
La formación de un lago de asfalto está relacionada con fallas profundas entre dos placas tectónicas. En relación con la presión de subducción que se origina en las roca subyacente y la fuente de petróleo.
El petróleo está en constante movimiento hacia la superficie y poco a poco va convirtiéndose en asfalto a través de su paso por la litosfera acumulando barro y agua, se transforma por acción del calor y las altas presiones y al enfriarse obtiene la consistencia que se observa en los lagos.

## Cronología del lago de asfalto de Guanoco

### Previo a 1498
No se tiene registro del primer avistamiento del lago de asfalto de Guanoco, lo que se sabe es por medio de informes de los cronistas de Indias y la acción de misioneros  que durante mucho tiempo el pueblo Warao, utilizó el asfalto para calafatear sus canoas

### 1799

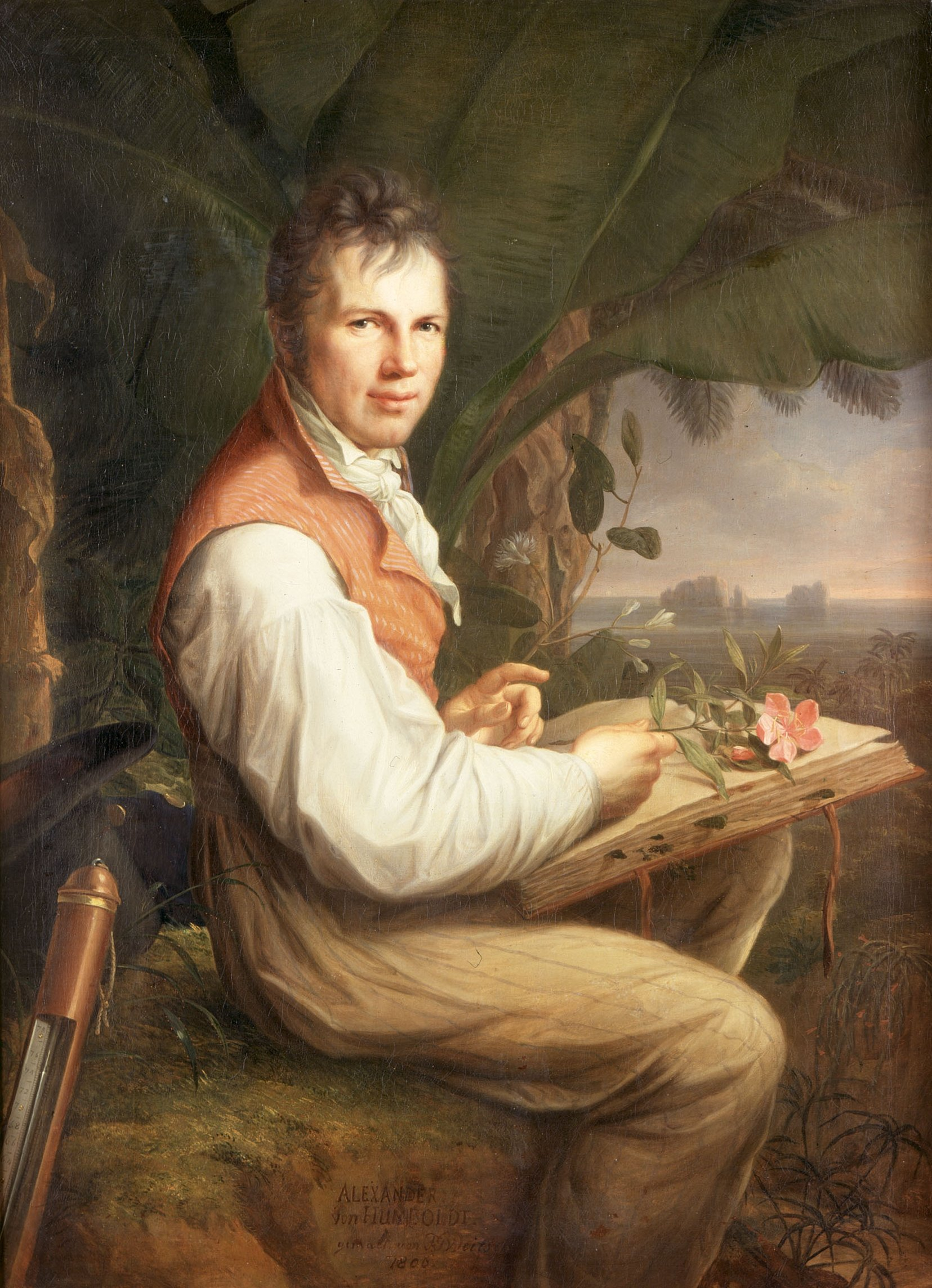
Alejandro de Humboldt, 1806.

El explorador alemán Alejandro de Humboldt describió el sitio durante su expedición en Venezuela  y lo mencionaba en sus crónicas (1799-1804) como “el manantial del Buen Pastor”.

### 1870
Se funda el poblado de Guanoco.

### 1875

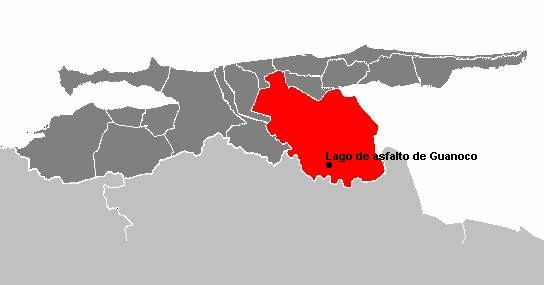
Localización del lago de asfalto de Guanoco en el Municipio Benítez, estado Sucre - Venezuela

Por un libro Venezuela pintoresca publicado en París por Miguel Tejera se tiene noticia de la existencia del Lago de asfalto de Guanoco como el más grande del mundo en su tipo

### 1883
7 de mayo: el gobierno nacional otorga una concesión para explotación y comercialización del Lago de asfalto de Guanoco a Horacio Hamilton y Jorge A. Phillips

### 1885
16 de noviembre: Horacio Hamilton y Jorge A. Phillips traspasan la concesión sobre el Lago de asfalto de Guanoco a la New York & Bermúdez Company, subsidiaria de la General Asphalt de Filadelfia, iniciando así las actividades de dicha empresa en Venezuela

### 1897
30 de noviembre: Antonio Bianchi y asociados reciben una concesión para explotación de yacimientos de asfalto en el estado Sucre  la cual incluye Lago de asfalto de Guanoco. La New York & Bermúdez Company reclama la nulidad de dicha concesión

### 1899

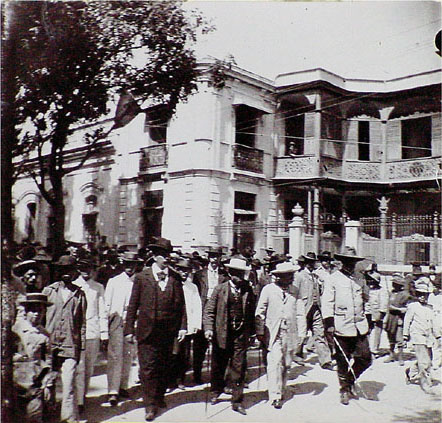
Entrada de Cipriano Castro a Caracas en 1899

19 de octubre: renuncia el presidente Ignacio Andrade y Cipriano Castro, líder de la Revolución Liberal Restauradora, asume el gobierno de Venezuela. Comienzan los problemas de la New York & Bermúdez Company con el gobierno de Castro al incrementar las regalías y los impuestos.

### 1901
La New York & Bermúdez Company inicia la explotación de los yacimientos del Lago de asfalto de Guanoco exportándolo a Brasil y Estados Unidos. Un ferrocarril (15 km) unía al lago con el muelle en Caño Guanoco, donde estaba el caserío del mismo nombre. En el terminal fluvial embarcaban el producto en tanqueros que salían al Golfo de Paria por el río San Juan.

#### 1902
Estalla la llamada “Revolución Libertadora” liderada por el banquero Manuel Antonio Matos que cuenta con el respaldo de la New York & Bermúdez Company. Triunfo de las tropas del presidente Castro en la batalla de La Victoria.
Bloqueo naval de los puertos de Venezuela por buques de guerra de Alemania, Inglaterra e Italia.

#### 1903
Finaliza el bloqueo naval de Venezuela con la mediación del presidente norteamericano Theodore Roosevelt.
La Revolución Libertadora es derrotada en forma definitiva por las tropas del general Juan Vicente Gómez en la batalla de Ciudad Bolívar

#### 1908
El presidente Castro en represalia nacionaliza la New York & Bermúdez Company lo que motiva una fuerte protesta del gobierno norteamericano. Venezuela rompe relaciones diplomáticas con los Estados Unidos.
El presidente Castro es derrocado por el general Juan Vicente Gómez y bajo presión del gobierno norteamericano se restituyen los bienes a la New York & Bermúdez Company. Se restablecen las relaciones diplomáticas entre Venezuela y los Estados Unidos.

#### 1912
La New York & Bermúdez Company pretende expandir sus actividades en la zona y cumplir con obligaciones contractuales de la concesión. En este sentido inicia actividades exploratorias en las cercanías de la comunidad de Guanoco.

### 1913
15 de agosto: la New York & Bermúdez Company descubre el campo petrolero Guanoco al completar con éxito la perforación del pozo Bababui 1 y unos 30 pozos más en la zona los cuales todos serán abandonados debido a la alta viscosidad de petróleo de la zona y la carencia de tecnología

### 1934
Cesan las actividades de la New York & Bermúdez Company después de 49 años de actividad. La explotación del Lago de Guanoco se hace insostenible ya que el asfalto derivado de la refinación petrolera desplazó el asfalto natural Hasta entonces, la extracción acumulada en el lago Guanoco fue de 8 millones de barriles, lo que equivale a 1 millón 250 mil toneladas métricas, aproximadamente.

### 1952
La Creole Petroleum Corporation descubre el campo Guanoco Este al terminar la perforación del pozo Guanoco 2 el cual fue suspendido indefinidamente